# Un gato, Shozo y dos mujeres
Un gato, Shozo y dos mujeres (猫と庄造と二人のをんな Neko to Shōzō to futari no onna?)  es una película de comedia dramática japonesa de 1956 dirigida por Shirō Toyoda y escrita por Toshio Yasumi. Está basada en la novela La gata, Shozo y sus dos mujeres (1936) de Junichiro Tanizaki.

## Sinopsis
Shozo regenta una pequeña tienda y vive con su esposa Shinako, su madre Orin que ocupa el piso y una gata, Lili, a quien adora más que a nada. Después de cuatro años de matrimonio y de una nueva discusión con su autoritaria suegra que la critica por no haber tenido un hijo, Shinako, exasperada, decide abandonar el hogar conyugal. Shozo, que prefiere evadir responsabilidades, se refugia en la playa con su gato antes que presenciar la partida de su esposa. Shinako se va a quedar con su hermana Hatsuko y su esposo Soeyama, quienes tienen una habitación para alquilar en su residencia.
Sin Shinako, Orin puede llevar a cabo su lucrativo plan de un segundo matrimonio para su hijo Shozo con Fukuko, la hija de su hermano, una joven moderna y llena de espíritu pero caprichosa y que hace lo que le da la gana. Nakajima, su padre, está muy contento con este arreglo para su disoluta hija y aporta una dote.
Cuando Shinako se entera del nuevo matrimonio de Shozo con Fukuko tan pronto como él se va, se siente engañada. Por lo que decide vengarse y sembrar la discordia entre la pareja. Conoce a Fukuko y, alegando su soledad, le pide recuperar a Lili, haciéndole entender que si Shozo se niega es porque se preocupa más por su animal que por ella.
Aunque Shōzō y Fukuko se separan después de repetidas peleas, él se niega a reunirse con Shinako. Lili escapa del apartamento de Shinako y, mientras Shōzō la busca, Fukuko y Shinako se involucran en una pelea. Expulsado de su casa por Fukuko, cuyo padre pagó la hipoteca de la casa, camina por la playa bajo la lluvia, con su gato en brazos.

## Reparto
- Hisaya Morishige como Shōzō
- Isuzu Yamada como Shinako
- Kyōko Kagawa como Fukuko
- Chieko Naniwa como Orin, la madre de Shōzō
- Juro Hayashida como Nakajima
- Ashinoya Gangyoku como Kinoshita
- Kyū Sazanka como Soeyama
- Haruo Tanaka como Hagimura
- Michiyo Tamaki como Tamiko
- Yuko Minami como Hatsuko, la hermana de Shinako
- Katsue Miyakoya como Matsu

## Recepción
La película es una adaptación de la novela La gata, Shozo y sus dos mujeres de Junichiro Tanizaki publicada en 1936 en la revista mensual Kaizō.
En su compendio de 1959, The Japanese Film – Art and Industry, el historiador de cine Donald Richie calificó la película como «cálida, conmovedora y tremendamente divertida, una combinación ganadora de comedia y gusto impecable».
Isuzu Yamada recibió el Premio Kinema Junpo a la Mejor Actriz y el Premio Mainichi Film a la Mejor Actriz y el premio Blue Ribbon a la mejor actriz. Por su parte Mitsuo Miura recibió el premio Mainichi Film Award a la mejor fotografía y el premio Blue Ribbon a la mejor fotografía.